# Caenocryptoides henanensis
Caenocryptoides henanensis är en stekelart som beskrevs av Sun och Mao-Ling Sheng 2008. Caenocryptoides henanensis ingår i släktet Caenocryptoides och familjen brokparasitsteklar. Inga underarter finns listade.